# Ocymyrmex alacer
Ocymyrmex alacer är en myrart som beskrevs av Bolton och Marsh 1989. Ocymyrmex alacer ingår i släktet Ocymyrmex och familjen myror. Inga underarter finns listade i Catalogue of Life.